# Piper plagiocladum
Piper plagiocladum är en pepparväxtart som beskrevs av C. Dc.. Piper plagiocladum ingår i släktet Piper och familjen pepparväxter. Inga underarter finns listade i Catalogue of Life.